# Roberto Cofresí
Roberto Cofresí y Ramírez de Arellano, detto El Pirata Cofresí (Cabo Rojo, 17 giugno 1791 – San Juan, 29 marzo 1825), è stato un pirata portoricano.
Nacque in una famiglia nobile, ma le difficoltà politiche ed economiche che l'isola dovette affrontare in quanto colonia dell'Impero spagnolo durante le guerre d'indipendenza ispanoamericane fecero sì che la sua famiglia vivesse in condizioni di povertà. Cofresí lavorò in mare fin da piccolo, cosa che gli consentì di familiarizzare con la geografia della regione; tuttavia, ciò gli garantiva solo uno stipendio modesto e alla fine decise di abbandonare la vita da marinaio e diventare un pirata. In passato aveva legami con attività criminali terrestri, ma il motivo per cui Cofresí cambiò professione è sconosciuto; gli storici ipotizzano che possa aver lavorato come corsaro a bordo di El Scipión, una nave di proprietà di uno dei suoi cugini.

## Biografia
Il padre di Cofresí era di Trieste (Italia) e sua madre morì quando lui aveva 4 anni. La sua immaginazione è alimentata dalle storie dei marinai che vi si fermano regolarmente. Ha anche una piccola barca che chiama El Mosquito (la Zanzara).
Ha sposato una giovane ragazza di Curaçao di nome Juana Creitoff. Hanno 2 figli che sono morti poco dopo la loro nascita. A bordo della sua goletta chiamata Ana, Cofresi e il suo equipaggio (composto da uomini di Cabo Rojo) attaccano tutte le navi che non battono bandiera spagnola. Secondo Aurelio Tio, storico portoricano, Cofresí condivise il suo bottino con i bisognosi, soprattutto con la sua famiglia e i suoi amici, tanto da essere talvolta considerato il "Robin Hood di Porto Rico". Nel 1825, Cofresí e Juana ebbero una figlia a cui chiamarono Maria Bernada.
Nello stesso anno, il governo spagnolo ricevette numerose denunce da altre nazioni riguardante il pirata. Sebbene di solito incoraggi la pirateria contro nazioni straniere, il governo cede alla pressione e decide di dare la caccia al pirata. Cofresí e 11 dei suoi uomini furono catturati e mandati in prigione a El Castillo del Morro a San Juan.
Il 29 marzo 1825 Cofresí fu fucilato e sepolto nel cimitero della Vecchia San Juan. Un anno dopo morì a sua volta sua moglie Juana.
Su di lui sono state scritte molte poesie, canzoni e libri. Fa parte della cultura e del folklore di Porto Rico.
Si dice che parte del tesoro di Cofresí sia ancora nascosto nelle grotte di Sabana Seca, vicino a Toa Baja, Porto Rico, vicino a un ristorante chiamato La Guarida del Pirata Cofresí (Il nascondiglio del pirata di Cofresí).